# Durchsholz
Durchsholz ist eine Hofschaft im Südosten der bergischen Großstadt Remscheid in Nordrhein-Westfalen.

## Lage und Beschreibung
Durchsholz liegt im statistischen Stadtteil Hackenberg des Stadtbezirks Lennep oberhalb des Staudamms der Wuppertalsperre nahe der Stadtgrenze zu Radevormwald. Benachbarte Wohnplätze und Hofschaften sind Jammertal, Hölzerne Klinke, Hardtshof, Kleebach, Jacobsmühle, Müllersberg und Nagelsberg auf Remscheider und Krebsögersteg, Krebsöge und Honsberg auf Radevormwalder Stadtgebiet. Abgegangen sind Wassermühle, Spaniermühle, Nagelsbergermühle, Nagelsberger Gemarke und Friedrichstal.

## Geschichte
Durchsholz wurde erstmals 1433 als Durtholt urkundlich erwähnt. Die Karte Topographia Ducatus Montani aus dem Jahre 1715 zeigt den Hof als Holtz. Im 18. Jahrhundert gehörte der Ort zum bergischen Amt Bornefeld-Hückeswagen.
1815/16 lebten 33 Einwohner im Ort. 1832 war Durchsholz Teil der altbergischen Landgemeinde Fünfzehnhöfe, die nun der Bürgermeisterei Wermelskirchen angehörte. Der laut der Statistik und Topographie des Regierungsbezirks Düsseldorf als Ackerhof bezeichnete Ort besaß zu dieser Zeit sechs Wohnhäuser und fünf landwirtschaftliche Gebäude. Zu dieser Zeit lebten 34 Einwohner im Ort, allesamt evangelischen Glaubens.
Im Gemeindelexikon für die Provinz Rheinland werden für das Jahr 1885 sechs Wohnhäuser mit 105 Einwohnern angegeben. Der Ort gehörte zu dieser Zeit zur  Bürgermeisterei Fünfzehnhöfe innerhalb des Kreises Lennep. 1895 besitzt der Ort sieben Wohnhäuser mit 99 Einwohnern, 1905 sieben Wohnhäuser und 74 Einwohner.
1906 wurde die Bürgermeisterei Fünfzehnhöfe mit Durchsholz in die Stadt Lennep eingemeindet, die 1929 ihrerseits in Remscheid eingemeindet wurde.